# 중앙그리스주
중앙그리스주(그리스어: Κεντρική Ελλάδα) 또는 본토그리스주(그리스어: Στερεά Ελλάδα)는 그리스의 행정 구역상 13개 주 가운데 하나로 주도는 라미아이며 면적은 15,549.31km2, 인구는 547,390명(2011년 기준), 인구 밀도는 35명/km2이다.
이 지역은 주로 그리스 중부 지역을 아우르는데 아티키주와 펠로폰네소스주 북쪽과 서그리스주 동쪽, 테살리아주와 이피로스주 남부에 이른다. 또한 이 곳은 그리스에서 가장 산이 많은 지역이기도 하다. 이 곳의 기후는 해안 지역은 온화하나 내륙은 건조하다.

## 소속 현
이 지역에는 아래 5개의 현이 속해 있다. 보이오티아 현, 에브리타니아현, 에비아현, 포키다현, 프티오티다현으로 이루어져 있으며 각각의 위치는 다음과 같다.

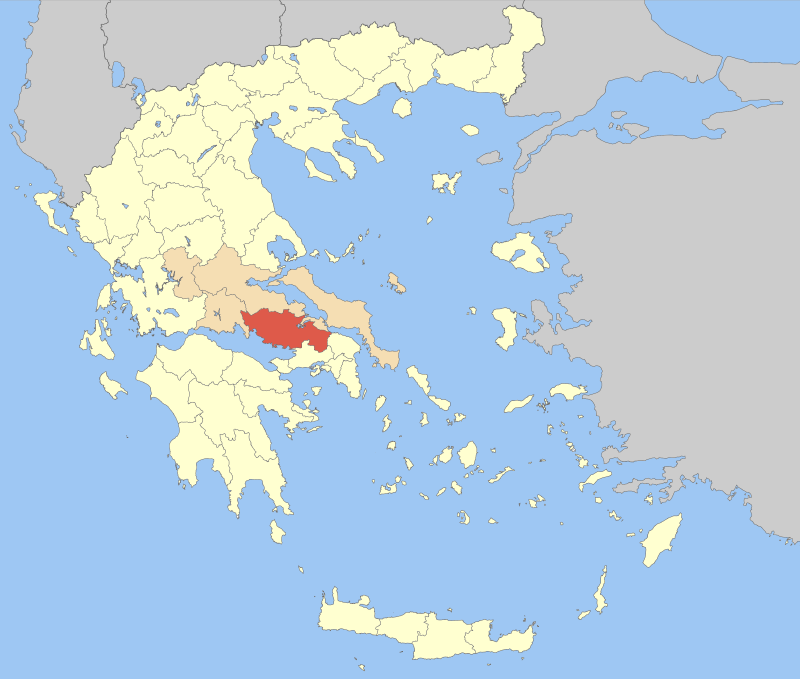
보이오티아 현
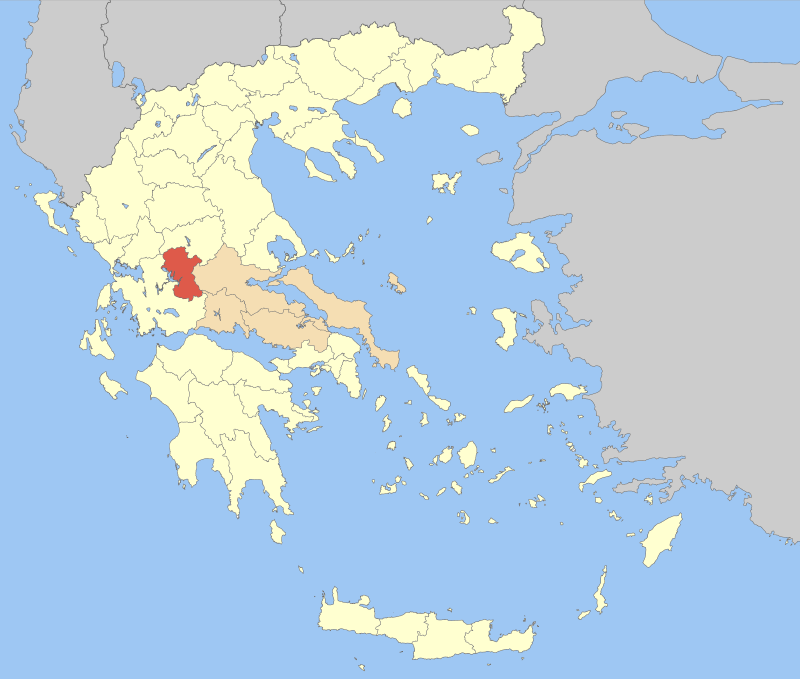
에브리타니아현
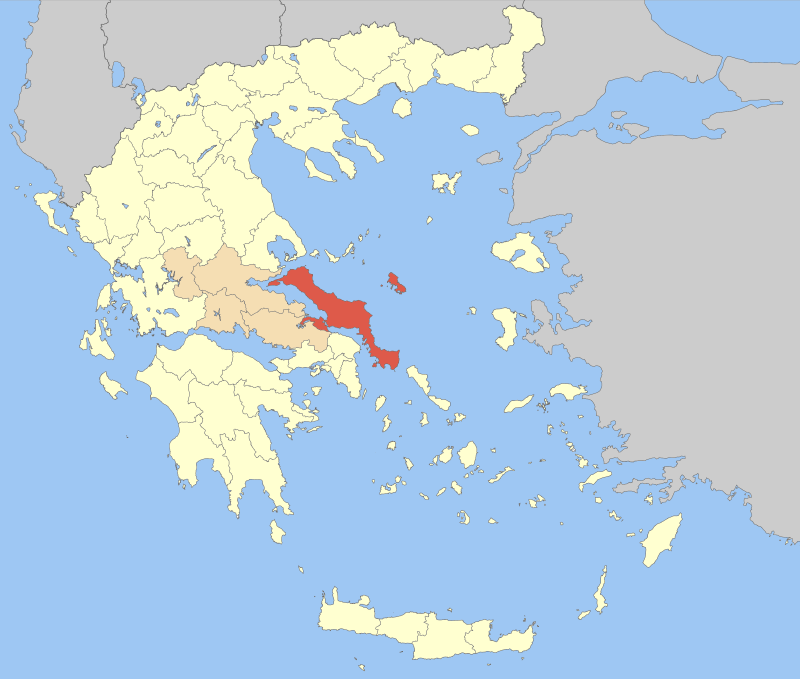
에비아현
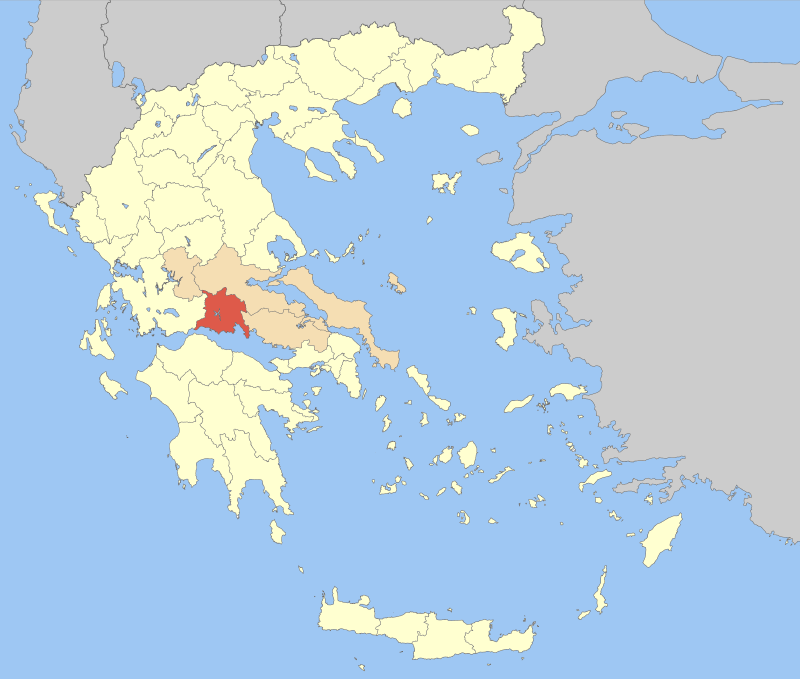
포키다현
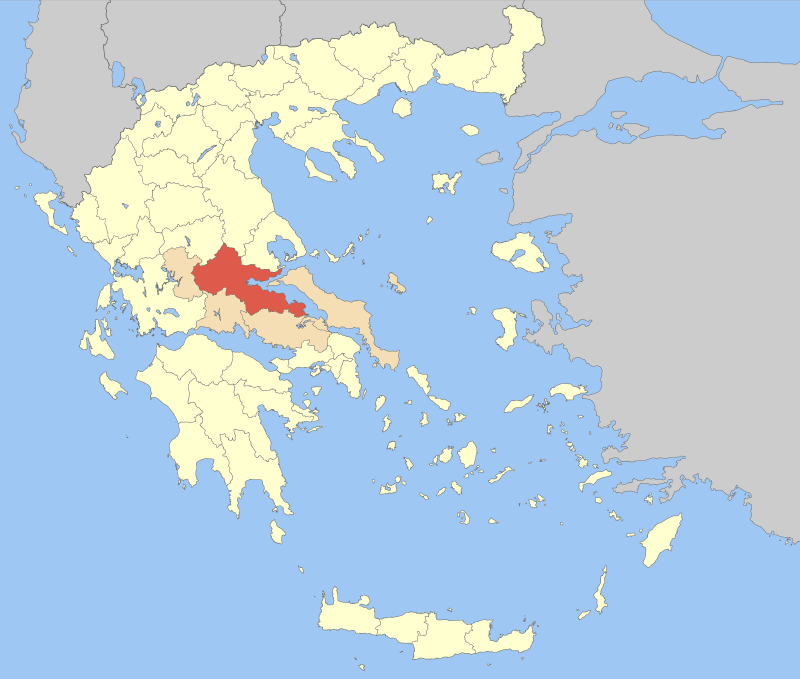
프티오티다현